# Ostreïcultura

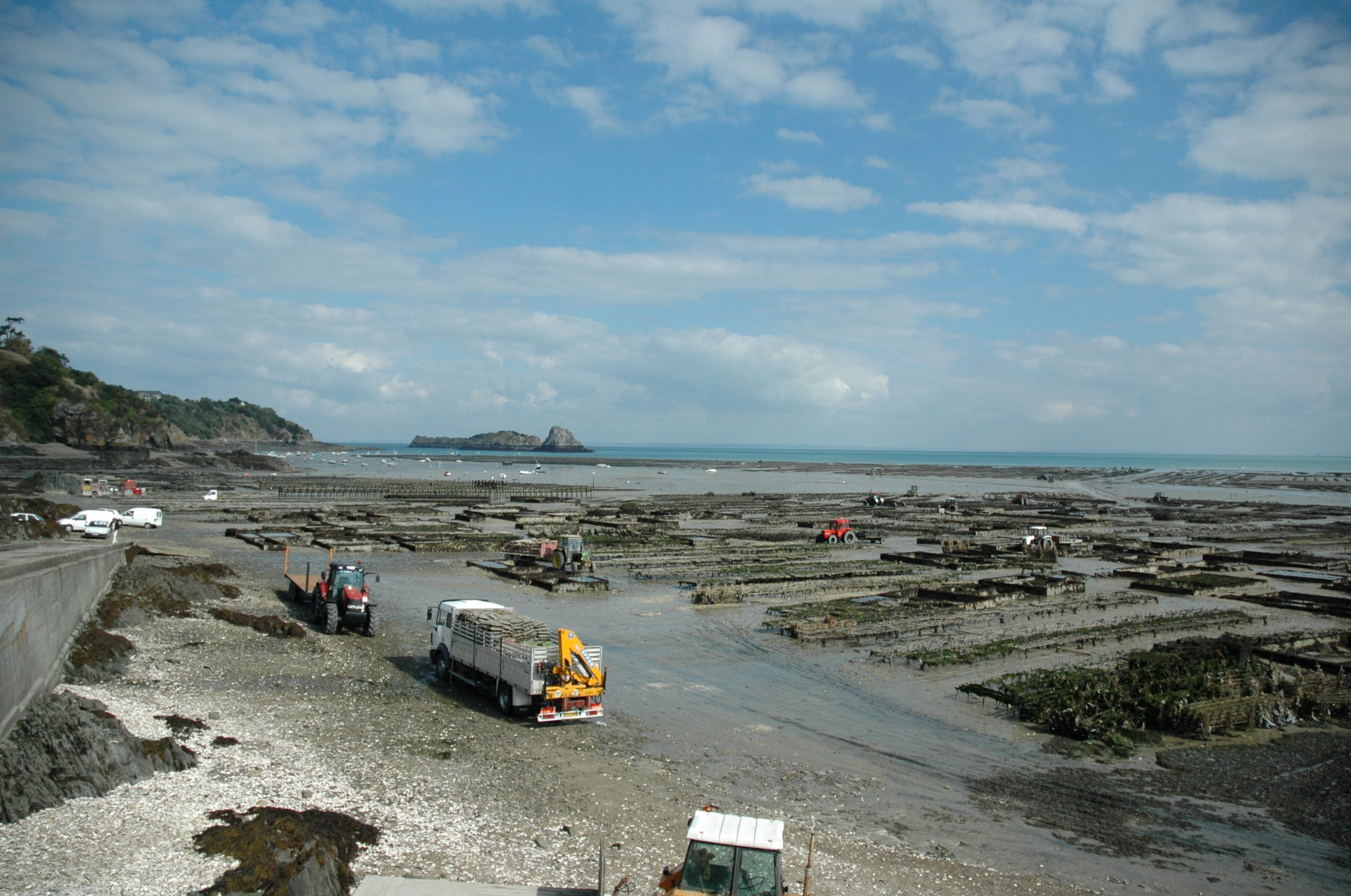
Collita d'ostres a la Bretanya, any 2005

L'ostreïcultura és una de les especialitzacions de l'aqüicultura i està dedicada a la cria de diverses espècies d'ostra.
El cultiu d'ostres per alimentació ha anat al costat amb el de les ostres perlíferes. Ha estat practicat d'una o altra forma des de l'època dels romans que ja en cultivaven a la Gran Bretanya i els exportaven a Itàlia. A França es fa el cultiu d'ostres des del segle xviii.
L'Enciclopèdia francesa presenta il·lustracions de l'ostreïcultura francesa del segle xviii.
L'ostreïcultura es practica d'una manera diferent, que a la resta de França, en els estanys mediterranis (Estany de Thau) (Estany de Leucata), ja que la criança es fa vertical en lloc d'horitzontal i com no hi ha marees el sistema d'immersió és permanent.

## Espècies d'ostres cultivades
Normalment es cultiven: l'ostra de l'est Crassostrea virginica, l'ostra del Pacífic Crassostrea gigas, l'Ostrea edulis, la de Sydney Saccostrea glomerata, i l'ostra del sud Ostrea angasi.

## Sistemes de cultiu
Les ostres creixen de manera natural en estuaris en ostreïcultura la temperatura de l'aigua i la seva salinitat es controlen o, com a mínim, es monitoren per induir la producció d'ous i la fertilització així com accelerar la maduració, que tardarà uns quants anys.
En tots els casos, les ostres es cultiven fins que atenyen la mida en que ja s'agafen elles mateixes al substrat. A partir d'aquí l'ostra segueix madurant fins a formar l'estadi en que ja té una petita closca.
Hi ha tres mètodes de cultiu:
- Deixar madurar les ostres a partir dels estadis anteriors de manera natural
- Posar les petites ostres en sacs o gàbies per sobre del fons marí (es protegeixen així dels depredadors).[2]
- Es posen dins d'un tanc d'aigua per fer-les madurar artificialment. L'aigua proporcionada té una composició calculada amb la inclusió, per exemple, de calcita i aragonita perquè les ostres desenvolupin la closca més ràpidament. Aquesta és la tècnica més segura però també la més cara.[3]

## Predadors i malalties
Entre els predadors hi l'estrella de mar, el mol·luscUrosalpinx cinerea, les rajades de la família Dasyatidae i ocells com els Hematopòdids gavines o els robatoris dels humans.
Entre les malalties, tant de C. virginica o C. gigas hi ha Perkinsus marinus (Dermo) i Haplosporidium nelsoni (MSX). Tanmateix, C. viginicus és molt més susceptible a les infeccions Dermo o MSX que C. gigas. Pathogens of O. edulis oysters include Marteilia refringens and Bonamia ostrea. En l'Atlàntic nord el cranc de l'ostra Zaops ostreus pot viure com a comensal amb l'ostra com que també aquest cranc és molt valorat econòmicament es cullen les crans i les ostres per vendre'ls.